# Transformers: Robots in Disguise (2001)
Transformers: Robots in Disguise (Japans: "Transformers: CarRobot",トランスフォーマー・カーロボット) is een Japanse animatieserie gebaseerd op het Transformers-franchise. De serie werd in Japan uitgezonden van 5 april 2000 t/m 27 december 2000. De Engelse nasynchronisatie werd in de Verenigde Staten uitgezonden van 8 september 2001 t/m 23 maart 2002. De serie bestond uit 1 seizoen van 39 afleveringen.
De serie heeft geen banden met de vorige Transformers series, maar speelt zich af in een alternatief universum waarin de gebeurtenissen uit de vorige series nooit hebben plaatsgevonden.

## Verhaallijn
De serie draait om de strijd tussen de Autobots en de Predacons. De Autobots zijn robots die zich kunnen vermommen als voertuigen. Predacons zijn robots die zich kunnen vermommen als dieren. Later in de serie duiken ook Decepticons op, kwaadaardige versies van de Autobots.
De Autobots zijn bij aanvang van de serie al op aarde, maar hielden zich verborgen tot de Predacons arriveren.
De afleveringen van de serie zijn ruwweg in te delen in 3 verhaallijnen van elk meerdere afleveringen.
- Afleveringen 1-13

Megatron en de Predacons arriveren op aarde en ontvoeren een van de grootste geleerden ter wereld: Dokter Onishi. De Autobots onthullen zichzelf. Ze worden geholpen door Dr. Onishi’s zoon Koji. Megatron maakt meerdere plannen om de Aardse energiebronnen te stelen, maar elk plan wordt gestopt door de Autobots. Een aantal nieuwe Autobot teams duiken op waaronder Team Bullet Train en de Spy Changers. De Autobots ontdekken een grot waar een mysterieus voorwerp van Cybertron ligt.
- Afleveringen 14-26

De Autobots vinden een neergestort Cybertroniaans schip met aan boord zes autobot protoformen. De Predacons stelen de protoformen en veranderen ze in kwaadaardige Decepticons. Een van deze Decepticons scant per ongeluk ook Optimus Prime, en wordt zo zijn “kwaadaardige tweelingbroer”. Verschillende gevechten met de Decepticons volgen. Dan duikt onverwacht Optimus’ verbitterde broer Ultra Magnus op. Hij eist de Autobot Matrix of Leadership, die nu in Optimus’ bezit is. Wanneer de twee vechten om de Matrix, doet zich een onverwacht verschijnsel voor en de broers combineren tot een superrobot genaamd Omega Prime.
- Afleveringen 27-39

De Predacons en Decepticons doen verwoede pogingen om Ultra Magnus aan hun kant te krijgen, maar hij weigert. De ontdekking van een mysterieus energieveld onder de Aarde leidt tot de ontdekking van de grootste en sterkste Transformer ooit: Fortress Maximus. Beide partijen proberen hem aan hun kant te krijgen, met verwarrende gevolgen. Dr. Onishi wordt bevrijd. Met zijn hulp vinden de Autobots de Orb of Sigma, een voorwerp met grote krachten. Megatron probeert de orb als eerste te bemachtigen, en de energie veranderd hem in Galvatron. Na een aantal experimenten ontdekken de Autobots dat Fortress Maximus commando’s van mensen gehoorzaamt daar hij gemaakt is om de Aarde te beschermen.
In de finale vechten Omega Prime en Galvatron het uit in de kern van de Aarde. Dankzij Fortress Maximus’ energie wint Omega Prime. Aan het eind worden alle Predacons en Decepticons in Fortress Maximus weggevoerd naar een gevangenis op Cybertron. De Autobots verlaten de Aarde eveneens.

## Personages
Bij alle personages staat eerst de Engelse naam, gevolgd door de Japanse naam tussen haakjes.

### Autobots(Cybertrons)

#### Primaire Autobots
- Optimus Prime (Fire Convoy): de leider van de Autobots en drager van Matrix. Hij is de broer van Ultra Magnus. Optimus transformeert vanuit een brandweerwagen met oplegger. De voorkant van de wagen verandert in Optimus, en de ladderwagen in een mobiel platform en oplaadstation. De ladderwagen kan met Optimus combineren voor Super Mode (Super Fire Convoy).

- X-Brawn (Wildride): de oudste van de drie Autobotbroers. X-Brawn houdt van extreme uitdagingen en kan elk type omgeving aan. Hij leeft voor spanning en sensatie. Hij is tevens een gevechtsmeester met enorme kracht in zijn linkerarm. Toen Omega Prime werd gevormd, kreeg X-Brawn ook een upgrade naar een nieuwe anders gekleurde vorm.

- Prowl (Mach Alert): de middelste van de drie Autobot broers. Hij is competent en zeer loyaal aan Optimus. Hij heeft een scherp en tactisch denkvermogen waarmee hij snel situaties kan overzien. Tevens is hij zeer snel. Hij neemt zijn rol als held en ordehandhaver zeer serieus, en staat erop dat alle regels tot in details gevolgd worden. Hij kan zijn systemen gebruiken om radio’s te blokkeren of computers te hacken. Prowl gaat maar zelden alleen een gevecht aan. Hij kreeg ook een powerup toen Omega Prime opdook.

- Side Burn (Speedbreaker): De jongste en snelste van de Autobot broers. Sideburn racet graag over de snelwegen in zijn automode. Als het niet is om een vijand te vangen, dan wel voor de lol. Zijn grootste zwakheid is vrouwen. Elke keer als hij een rode sportwagen ziet wordt hij hier verliefd op. Het feit dat Aardse auto’s niet leven lijkt niet tot hem door te dringen.

- Skid-Z (Indy Heat): een soldaat van Cybertron. Toen hij naar de Aarde kwam nam hij de gedaante aan van een racewagen. Hij absorbeerde echter ook de persoonlijkheid van de eigenaar van de racewagen. Daardoor wil Sik-Z altijd aan elke race meedoen.

- Tow-Line (Wrecker Hook): werkt undercover als sleepwagen. Hij leeft voor naleving van de verkeersregels, en bestraft het liefst iedereen die deze overtreedt, zelfs andere Autobots. Kan met zijn haak bijna alles optillen.

- Ultra Magnus (God Magnus): de broer van Optimus Prime. Hij is het eerste nieuwe personage met de naam Ultra Magnus sinds het originele personage uit G1. Hij kan veranderen in een transportwagen voor andere Autobots. Ultra Magnus is zeer sterk en een goede vechter. Verder beschikt hij over een groot wapenarsenaal. Magnus kon het niet hebben dat Optimus de matrix bezat, en kwam naar de Aarde om deze op te eisen. Toen Magnus de matrix met geweld probeerde te pakken, fuseerde deze de twee broers tot Omega Prime (God Fire Convoy). Via deze link kon Magnus een deel van de Matrix absorberen, en de energie doorgeven aan de Autobot broers. Hierna werd Ultra Magnus een helper van de Autobots, hoewel hij geen bevelen van zijn broer aannam. Hij en Optimus fuseerden nog een paar maal, waaronder voor het laatste gevecht met Galvatron.

- Fortress Maximus (Brave Maximus): een kolossale Transformer verstopt in de Aarde. Hem vinden is het ware doel waarvoor Megatron naar de aarde is gekomen. De onderdelen die nodig zijn om Fortress Maximus te doen ontwaken (bekend als de O-Parts) lagen bij aanvang van de serie verspreid in oude bouwwerken rond de wereld. De Orb of Sigma was de belangrijkste van deze voorwerpen. Maximus is reeds vele jaren voor aanvang van de serie al naar de aarde gestuurd. Eveneens voor aanvang van de serie werd een groep van zes Autobots naar de Aarde gestuurd om Maximus op te halen. Hun schip stortte echter neer. Maximus wordt bestuurd door een transformer genaamd Cerebros, die het hoofd van het Fort vormt.
Toen Maximus was ontwaakt ontstond er een strijd tussen beide partijen om hem aan hun kant te krijgen. Al snel bleek Fortress Maximus geprogrammeerd te zijn om bevelen van mensen te gehoorzamen. Daardoor konden de Autobots Maximus aan hun kant krijgen.

#### Team Bullet Train(Team Shinkansen)
Een trio van Autobots die zich voordoen als treinen.
- Railracer (JRX): de gecombineerde vorm van Team Bullet Train. Een superrobot met de krachten en persoonlijkheden van de drie robots waar hij uit bestaat. Hij is in tegenstelling tot combinatierobots uit vorige series bijzonder snel en wendbaar. Hanteert een groot pistool in gevechten.
  - Railspike (J5): de leider van Team Bullet Train. Hij is moedig en beleefd, en zijn intelligentie maakt hem tot een geschikte veldcommandant. Hij treedt vaak op als vredeshandhaver indien situaties uit de hand lopen. Ondanks zijn rustige persoonlijkheid kan hij vijanden gemakkelijk verslaan.
  - Rapid Run (J7): een enthousiaste en trotse Autobot. Hij is een goede krijger die geregeld meerdere vijanden tegelijk bevecht. Kan soms overkomen als een heethoofd. Hij ziet Team Bullet Train als het eliteteam van de Autobots.
  - Midnight Express (J4): de jongste van de drie leden. Hij is altijd opgewekt en vriendelijk in het bijzijn van andere Autobots, maar zijn humeur slaat snel om in het bijzijn van vijanden. Hij heeft grote kracht en uithoudingsvermogen in koud weer.

#### Spy Changers
Een team van zes Autobots gespecialiseerd in spionage. Het team kan over elk terrein rijden, zelfs water. Ze hebben de mogelijkheid voor optische camouflage. Hoewel ze onderling sterk verschillen, zijn ze een sterk team.
- Hot Shot (Artfire): de leider van het team. Hij kan soms ruw en brutaal overkomen in zijn rol als commandant, maar dat is enkel omdat hij erg gesteld is op zijn teamgenoten. Hij is een persoonlijke vriend van Optimus Prime, voor wie hij al miljoenen jaren werkt.

- R.E.V. (Eagle Killer): de tactische officier van het team en Hot Shot’s rechterhand. Hij is de oudste van de Spychangers. Heeft uitstekende springkrachten waarmee hij in steden van gebouw naar gebouw kan springen. R.E.V. staat voor Race Exertion Vehicle.

- Crosswise (X-Car): de Autobot’s wetenschapper. Hij is gespecialiseerd in montage en het maken van nieuwe machines. Hij vecht met een antizwaartekracht geweer.

- W.A.R.S. (Wars): een van de weinige pro-auto Autobots. Hij is een durfal wiens soms gewelddadige acties vriend en vijand zowel afschrikken als versteld doen staan. Draagt een sterk pantser.
- Ironhide (Ox): de jongste van de Spychangers, maar desondanks een slagveldveteraan met veel kracht. Hij is normaal erg vredelievend, maar kan ook zeer gewelddadig worden. Houdt er niet van gecommandeerd te worden.

- Mirage (Counter Arrow): een van de meest ongemotiveerde Autobots. Hij twijfelt vaak aan de doelen van de Autobots, en is niet altijd even betrouwbaar. Hij heeft in het team verschillende functies, van bodyguard tot spion. Hij is de snelste van de Spychangers, en een scherpschutter.

#### Build Team (Build Masters)
Autobots gemodelleerd naar constructievoertuigen. Zij waren het die de Spacebridge tunnel maakten waarmee Autobots razendsnel over de wereld kunnen reizen.
De robots van dit team kunnen combineren tot Landfill (Build King) op verschillende manieren.
- Wedge (Build Boy): de jonge leider van het Build Team. Hij is vaak roekeloos en maakt vaak fouten die veel jongeren maken. In de loop van de serie verandert hij steeds meer in een goede leider. Lijkt een onuitputtelijke energiebron te hebben.

- Heavy Load (Build Typhoon): de sterkste van het team, en tevens degene met het meeste pantser. Hij is ervaren in veel vechttechnieken, en derhalve Wegde’s gevechtsinstructeur.

- Hightower (Build Cyclone): een ervaren scherpschutter. Hij doet dienst als Wedge’s persoonlijke lijfwacht. Heeft een sterk vertrouwen in zijn teamgenoten.

- Grimlock (Build Hurricane): de tweede bevelhebber van het Build Team. Hij is kalm en cool, en analyseert altijd de voortgang van een gevecht. Geeft Wedge geregeld goede adviezen.

### Predacons(Destrongers)
De Predacons zijn een elitegroep cyber-dieren van Cybertron. Hun oorsprong is onbekend.

#### Primaire Predacons
- Megatron (Gigatron): de leider van de Predacons. Hij kan op zes manieren veranderen: robot, vleermuis (Gigabat), tweekoppige draak, straaljager, auto en klauw (gigahand). Hij is berucht om zijn meedogenloosheid en liefde voor vernietiging. Megatron kwam oorspronkelijk naar de Aarde met het doel Fortress Maximus te bemachtigen. Daarom ontvoerde hij Dr. Onishi, omdat die wist waar de O-Parts waren verstopt. Elk van zijn vormen heeft zijn eigen unieke vaardigheden, wat Megatron een onvoorspelbare vechter maakt. Tijdens een poging om de Orb of Sigma te bemachtigen, veranderde de energie van een mysterieuze piramide Megatron in de sterkere Galvatron (Devil Gigatron), die zijn kracht kon vergroten door de energie van anderen te absorberen. Als Galvatron verkreeg hij vier extra transformatiemodes: een pteranodon (Devilnodon), een griffioen (DevilSaurer), een mammoet (DevilMammoth) en een draagvleugelboot (DevilCruiser).

- Sky-Byte (Gelshark): een haai-predacon en de vrolijke noot van de serie. Hij wil dat Megatron hem ziet als loyale krijger, maar zijn pogingen zichzelf te bewijzen werken altijd averechts. Hoewel hij in theorie een van de sterkste Predacons is, kan hij niets goed doen. In gevechten is hij meedogenloos. Zijn tanden kunnen het dikste pantser doorboren. Later in de serie bleek hij niet zo slecht te zijn als eerst werd gedacht. Hij is de enige Predacon die op Aarde bleef aan het eind van de serie.

- Predacon Trio: drie leden van de Predacon grondtroepen gespecialiseerd om te vechten in het water, de lucht en op het land. Ze kunnen ook een groepsaanval uitvoeren. Ze staan onder bevel van Sky-Byte.
  - Slapper (Gusher): een van de Predaconsoldaten. Hij zegt niet veel, maar is wel de meest competente van de Predacons. In beestmode kan hij zeer ver springen. Hij heeft een gecamoufleerde klauw die door alles heen kan breken. Hij is ook een ervaren computerhacker.

- - Gas Skunk: komt vaak over als een snob, vermoedelijk vanwege de manier waarop de anderen hem behandelen. De meesten blijven liever uit zijn buurt. Hij is een expert in vernietigingen, en ook een technische specialist.

- - Dark Scream (Guildor): de derde Predacon soldaat. Hij houdt ervan zijn vaardigheden te tonen. Hij heeft een fascinatie voor samurai. Hij is een competente zwaardvechter. Hij is gemaakt voor nachtmissies en kan goed zien in het donker. Kan vrijwel altijd voorkomen dat hij wordt gezien.

#### Decepticons (Combatrons)
In een poging hun aantal te vergroten stal Megaatron zes Autobot protoformen uit een neergestort schip. Deze protoformen waren oorspronkelijk naar de Aarde gestuurd om Fortress Maximus te zoeken. Hij infecteerde ze met zijn slechte vonk, en veranderde ze zo in Decepticons. Net als de Autobots zijn Decepticons robots die in voertuigen kunnen veranderen.
- Scourge (Black Convoy): de primaire Decepticon. Megatron liet de Sourge protoform een tankwagen vol raketbrandstof scannen voor zijn robotmode, maar de protoform scande per ongeluk ook Optimus Prime. Derhalve vertoont Scourge in robotmode veel gelijkenissen met Prime, en kan worden gezien als zijn kwaadaardige tweelingbroer. Hij was de leider van de Decepticons. Scourge was echter niet loyaal aan Megatron, en plande in het geheim om zich van hem te ontdoen. Langzaam keerden zijn herinneringen aan zijn oorspronkelijke missie, het vinden van Fortress Maximus, terug. Eenmaal lukte het hem om Maximus in zijn macht te krijgen, en hij probeerde zo Galvatron te vernietigen. Dit mislukte en Galvatron wiste Scourge’s herinneringen zodat hij weer loyaal werd aan hem.
Scourge was dermate populair bij fans van de serie, dat hij de inspiratie vormde voor meer “kwaadaardige Prime” figuren in de speelgoedseries.

- Commandos (Combatrons) : de overige vijf Decepticons. Deze vijf konden combineren tot een grote robot genaamd Ruination(Valdigus).
  - Mega-Octane (Dolrailer): de wrede en oneerlijke tweede bevelhebber van de Decepticons. Hij verwacht dat iedereen zijn bevelen opvolgt zonder vragen te stellen. Hij wantrouwt Scourge. Kan veranderen in een raketwagen. Kan ook veranderen in een onderhoudsstation voor zijn teamgenoten.
  - Armorhide (Dangar): gespecialiseerd in oorlogvoering in de woestijn. Hij kan zijn lichaam camoufleren, maar zijn luide motoren verraden vaak waar hij zit. Hij is niet al te snugger. Kan veranderen in een tank.
  - Movor (Shuttler): een spaceshuttle-robot die als enige Decepticon in de ruimte kan vechten. Kan vanuit de ruimte naar Autobots zoeken. Drijft zijn teamgenoten vaak tot wanhoop met zijn gedrag.
  - Rollbar (Greejeeper): een specialist in een-tegen-een gevechten. Ervaren in Crystalocution - de Cybertronische gevechtskunst. Is ook geïnteresseerd in aardse gevechtskunsten. Hij geeft de voorkeur aan ijzige gebieden en vecht graag in de regen.
  - Ro-Tor (Hepter): een helikopterrobot die vrijwel geluidloos kan vliegen waardoor hij tegenstanders ongezien kan benaderen. Houdt ervan om acrobatische vliegkunsten te beoefenen.

### Overig
- Koji Onishi (Yūki Ōnishi): de zoon van Dr. Kenneth Onishi (Daichi Ōnishi). Koji sloot zich bij de Autobots aan toen zijn vader werd gevangen door Megatron. Hij voorziet het team van kennis over de Aarde. Hij heeft van zijn vader veel over archeologie geleerd. Hij ontdekte als eerste hoe mensen Fortress Maximus kunnen commanderen.

- T-Ai (Ai) : de computer in de Autobot basis. Kiest de meest geschikte leden voor missies, houdt contact met de Autobots en coördineert het reizen via de Space Bridge.

- Kelly (Junko): een jonge vrouw die vaak onbedoeld betrokken raakt bij de gevechten van de Transformers. Vooral omdat Side Burn een oogje heeft op haar rode sportwagen. Ze neemt vaak vakanties om even uit te rusten, maar belandt desondanks steeds midden in een gevecht.

- Dr. Kenneth Onishi (Daichi Ōnishi): de vader van Koji en een archeoloog. Hij ontdekte het bestaan van Fortress Maximus en de locatie van de O-Parts, wat hem tot doelwit van de Predacons maakte. Werd in de eerste aflevering ontvoerd door Megatron.

- Carl (Kenta): Koji’s beste vriend.

- Jenny (Miki): nog een van Koji’s vrienden.

- Dorie Dutton (Reporter): een journaliste die vaak verslag doet van de gevechten van de Transformers.

## Uitzendproblemen
In Amerika werd de uitzending van de serie sterk beïnvloed door de terroristische aanslagen op 11 september 2001. Veel afleveringen werden in verkeerde volgorde uitgezonden of zelfs helemaal niet uitgezonden.
- "Secret of the Ruins": werd aangepast om scènes van instortende gebouwen weg te halen. De aflevering werd daardoor later uitgezonden dan eigenlijk zou moeten, wat voor een gat in de serie zorgde.
- "Hope for the Future" werd eveneens pas later uitgezonden.
- "Attack From Outer Space," "Landfill" en "Sky-Byte Rampage" werden niet uitgezonden in de Verenigde Staten. In alle drie de afleveringen was te zien hoe gebouwen werden vernietigd en de plot van "Sky-Byte Rampage" draaide om het voorkomen dat een toren instort.
- "Power to Burn!" werd voor "The Two Faces of Ultra Magnus," uitgezonden in plaats van erna.
- "Lessons of the Past" werd zwaar aangepast ten opzichte van zijn Japanse versie.
- "The Mystery of Ultra Magnus" was de laatste aflevering van de show die werd uitgezonden in de Verenigde Staten.
- "Spy Changers To The Rescue" had twee versies. In de versie van voor 9/11 werd gesproken over een mogelijke explosie van een generator. In de versie van a 9/11 werd dit veranderd naar “circuit corrosie”.

## Cast

### Japanse Cast (Car Robots)
- Satoshi Hashimoto - Fire Convoy / Super Fire Convoy / God Fire Convoy
- Punch UFO - Speedbreaker
- Takayuki Kondo - Mach Alert, Dangar
- Masahiro Shibahara - Wild Ride
- Eiji Takemoto - J-Seven, Artfire, Dr. Akashi
- Naomi Matamura - J-Four
- Shōji Izumi - J-Five, Daichi Onishi
- Eisuke Yoda - Ox
- Junichi Miura - X-Car
- Chōtomi Futamura - Eaglekiller
- Riki Kitazawa - Wars, GreeJeeper
- Masami Iwasaki - Wrecker Hook, Build Cyclone
- Jin Nishimura - Indy Heat
- Yukiko Tamaki - Build Boy/Build King
- Yoshikazu Nagano - Build Typhoon
- Takashi Matsuyama - God Magnus
- Masayuki Kiyama - Plasma/Brave Maximus
- Akiko Kimura - Yūki Onishi
- Chieko Higuchi - Ai, Junko
- Mami Fukai - Miki
- Mariko Nagahama - Reporter, Kenta
- Hiroshi Shimozaki - Dr. Yoshimoto
- Yōichi Kobiyama - Gigatron/Devil Gigatron
- Konta - Gelshark
- Hiroki Takahashi - Guildor, Build Hurricane
- Norio Imamura - Gas Skunk
- Ryō Naitō - Gusher, Counter Arrow
- Taiten Kusunoki -Black Convoy
- Holly Kaneko -Dolrailer/Valdigus
- Masao Harada - Hepter, Kenta's Dad
- Hidenori Konda - Shuttlor

### Engelse cast (Robots in Disguise)
Op alfabetische volgorde
- Keith Anthony - Hightower
- Robert Axelrod - Movor
- Steven Blum - Darkscream, W.A.R.S.
- Tifanie Christun - Dorie Dutton
- Jerry DeCapua - Gas Skunk
- Keith Diamond - Rapid Run
- Richard Epcar - Armorhide
- Sandy Fox - T-Ai
- Bob Joles - X-Brawn
- Neil Kaplan - Optimus Prime, Ro-Tor
- Steve Kramer - R.E.V., Cerebros/Fortress Maximus
- Lex Lang - Tow-Line
- Michael Lindsay - Skid-Z, Rollbar
- David Lodge - Midnight Express, Rail Racer
- Peter Lurie - Slapper
- Michael McConnohie - Hot Shot, Ironhide
- Daran Norris - Heavy Load
- Colleen O'Shaughnessey - Jenny
- Bob Papenbrook - Mega Octane/Ruination
- Simon Prescott - Dr. Hikasye
- Michael Reisz - Wedge, Landfill
- Mike Reynolds - Railspike
- Daniel Riordan - Megatron/Galvatron, Omega Prime
- Philece Sampler - Kelly
- Joshua Seth - Carl
- Peter Spellos - Sky-Byte
- Jason Spisak - Koji
- Barry Stigler - Scourge
- Kim Strauss - Ultra Magnus
- Kirk Thornton - Dr. Onishi
- Wally Wingert - Side Burn, Mirage
- Wankus - Prowl
- Dan Woren - Crosswise
- Tom Wyner - Grimlock

## Afleveringen
De eerste titel is de Engelstalige titel. De titel tussen haakjes is de originele Japanse titel.
1. Battle Protocol! (First Movement! Fire Convoy)
2. An Explosive Situation (A High Speed Battle! Gelshark)
3. Bullet Train to the Rescue (Unite! Bullet Train Robo)
4. Spy Changers to the Rescue (Ninja Robo - Spy Changers Go!)
5. The Hunt for Black Pyramid (Deadly Jump! Mach Alert)
6. Secret of the Ruins (Gigatron's Revenge!)
7. Side Burn's Obsession (Speedbreaker's in Danger)
8. Secret Weapon D-5 (Mysterious Weapon! D-5)
9. Mirage's Betrayal (Counter Arrow's Betrayal?!)
10. Skid-Z's Choice (Out of Control! Indy Heat!!)
11. Tow-Line Goes Haywire (Parking Violation! Wrecker Hook)
12. The Ultimate Robot Warrior (The Ultimate Extreme! Buddha-Transformer)
13. Hope for the Future (Gigatron Reveals His Ambition!) (clip show)
14. The Decepticons (Friend!? Foe!? Black Convoy!)
15. Commandos (Quintuple Merge! Valdigus)
16. Volcano (En Garde! Two Convoys!)
17. Attack from Outer Space (Aiming From Space! Shuttler!!)
18. The Test (Awaken to Justice, Black Convoy!)
19. The Fish Test (Secret Strategy! Gelshark!)
20. Wedge's Short Fuse (Raging Warriors: The Build Masters!)
21. Landfill (Quadruple Merge - Build King!)
22. Sky-Byte Rampage (Gelshark Returning)
23. A Test of Metal (Target: Build Masters)
24. Ultra Magnus  (Enter: God Magnus)
25. Ultra Magnus: Forced Fusion (Mighty Combination: God Fire Convoy)
26. Lessons of the Past (Focus: New Warriors) (clip show)
27. The Two Faces of Ultra Magnus (Body and Mind - Three Car Robot Brothers)
28. Power to Burn! (Double Matrix, Open!)
29. Fortress Maximus (Arise, Cybertron City!)
30. Koji Gets His Wish (JRX vs. Valdigus)
31. A Friendly Contest (Gelshark's Trap)
32. Peril From the Past (The Final Key? Sayonara, Ai)
33. Maximus Emerges (Stolen Plasma)
34. The Human Element (The Mystery of Brave Maximus)
35. The Mystery of Ultra Magnus (Gelshark's Blues) (clip show)
36. Mistaken Identity (Black Convoy's Ambition)
37. Surprise Attack (Arise, Brave Maximus!)
38. Galvatron's Revenge (Devil Gigatron's Counterstrike)
39. The Final Battle (Fire Convoy's Final Battle)

## Introsongs

### Japan (Car Robots)
Opening
- "Honoo no Overdrive [Burning Overdrive]" door Kouji Wada

Einde:
- "Marionette" door Mami Nishikaku

### V.S. (Robots in Disguise)
Opening
1. "Transformers: Robots in Disguise Theme" door Saban
2. "Transformers: Robots in Disguise (Alternate Theme)" door Hasbro

Einde
- "Transformers: Robots in Disguise Ending Credits Theme" door Glenn Scott Lacey